# Гаврилюк Сергій Вікторович
Сергі́й Ві́кторович Гаврилю́к (нар. 6 квітня 1985, Піківець — 15 лютого 2015, Дебальцеве) — старший солдат, Збройні сили України, учасник російсько-української війни.

## З життєпису
Мобілізований в серпні 2014-го. Номер обслуги, 15-й окремий гірсько-піхотний батальйон.
15 лютого 2015-го загинув під Дебальцевим внаслідок мінометного обстрілу опорного пункту.
Вдома залишилися дружина та 8-річна донька. Похований у селі Піківець.

## Нагороди
За особисту мужність і героїзм, виявлені у захисті державного суверенітету та територіальної цілісності України, вірність військовій присязі під час російсько-української війни
- нагороджений орденом «За мужність» III ступеня (04.06.2015, посмертно).